# Kullersta
Kullersta är en del av en tätort i Eskilstuna kommun av SCB benämnd Kullersta, Kolsta och Hensta. Den omfattar bebyggelse i Vallby socken i och omkring ett antal sommarstugeområden utmed Mälarens strand med en ökande andel åretruntboenden. Kullersta sand är en badplats vid Mälarens största fjärd Blacken.
Före 2015 var en del av bebyggelsen i tätorten klassad som en småort med namnet Grundby sand-Kullersta sand.

## Historia
Kullersta by är belagd sedan medeltiden, och utgjorde fram till reformationen klosterjord. Med tiden kom byns bönder att köpa loss sin mark och vid 1800-talets början bestod Kullersta by av fyra gårdar med sammanlagt ¾ mantal blandad bruksjord, samt ett soldattorp för vilket byn tjänade som rote. I anslutning till soldattorpet fanns även ett så kallat undantagshus som skulle tjäna som pensionärsboende för en pensionerad soldat. 
Byn undergick år 1825 ett storskifte och år 1862 genomfördes även laga skifte i byn. Som så ofta blev faller i samband med laga skifte beslutades det att byns minsta gård, Grindgården, skulle monteras ner och återuppföras i utkanten på byns ägor för att på så vis göra det lättare att ge varje gård sammanhängande ägor. Grindgården går fortfarande att se längsmed vägen mellan Kullersta och Grundby, med det gamla gårdsnamnet på en skylt över förstukvisten.
Samtliga de fyra ursprungliga gårdarna i byn finns bevarade, även om två av dem genomgått omfattande modernisering under 1900-talet. Även ett par av de byggnader som hörde samman med det gamla soldattorpet finns kvar, trots omfattande ombyggnationer. Under 1900-talet kom byns marker att i allt större utsträckning disponeras för sommarboställen. Det första av dessa var troligtvis det ännu bevarade jugendinspirerade hus som uppfördes nära Mälarens strand av fabrikören Gottfrid Larsson från Eskilstuna, på mark han köpt av kullerstabonden Olof Alfred Tell år 1902. Många andra fritidsbostäder tillkom under 1900-talet, i huvudsak uppförda på ofri grund på mark arrenderad från de lokala bönderna. Många av dessa bostäder har sedermera friköpts, och ett ökande antal friköpta permanentbostäder har även tillkommit. Denna utveckling har varit särskilt tydlig efter att en detaljplan för området togs fram 2015.

## Befolkningsutveckling
| Befolkningsutvecklingen i Kullersta, Kolsta och Hensta 2015–2020                                                      | Befolkningsutvecklingen i Kullersta, Kolsta och Hensta 2015–2020 | Befolkningsutvecklingen i Kullersta, Kolsta och Hensta 2015–2020 | Befolkningsutvecklingen i Kullersta, Kolsta och Hensta 2015–2020 | Befolkningsutvecklingen i Kullersta, Kolsta och Hensta 2015–2020 |
| --- | ---------------------------------------------------------------- | ---------------------------------------------------------------- | ---------------------------------------------------------------- | ---------------------------------------------------------------- |
| |                                                                  |                                                                  |                                                                  |                                                                  |
| År |                                                                  |                                                                  | Folkmängd                                                        | Areal (ha)                                                       |
| 2015 | 2015                                                             |                                                                  | 320                                                              | 248                                                              |
| 2020 | 2020                                                             |                                                                  | 493                                                              | 347                                                              |
| Anm.: ny tätort 2015. En del var före dess en småort och ett fritidshusområde som 2010 hade 101 invånare på 82 hektar |                                                                  |                                                                  |                                                                  |                                                                  |